# Izland az 1948. évi téli olimpiai játékokon
Izland a svájci St. Moritzban megrendezett 1948. évi téli olimpiai játékok egyik részt vevő nemzete volt. Az országot az olimpián 2 sportágban 4 sportoló képviselte, akik érmet nem szereztek. Izland először vett részt a téli olimpiai játékokon.

## Alpesisí
Férfi
| Versenyző             | Versenyszám | 1. futam | 1. futam | 2. futam | 2. futam | Összesítés | Összesítés |
| Versenyző             | Versenyszám | Idő      | Hely.    | Idő      | Hely.    | Idő        | Helyezés   |
| --------------------- | ----------- | -------- | -------- | -------- | -------- | ---------- | ---------- |
| Magnús Brynjólfsson   | Lesiklás    |          |          |          |          | 3:48,2     | 64.        |
| Guðmundur Guðmundsson | Lesiklás    |          |          |          |          | 4:57,0     | 98.        |
| Guðmundur Guðmundsson | Műlesiklás  | 2:09,4   | 60.      | 1:45,2   | 61.      | 3:54,6     | 59.        |
| Þórir Jónsson         | Lesiklás    |          |          |          |          | 4:47,0     | 96.        |

| Versenyző             | Versenyszám | Lesiklás | Lesiklás | Lesiklás | Műlesiklás | Műlesiklás | Műlesiklás | Műlesiklás | Műlesiklás | Műlesiklás | Műlesiklás | Összesítés | Összesítés |
| Versenyző             | Versenyszám | Lesiklás | Lesiklás | Lesiklás | 1. futam   | 1. futam   | 2. futam   | 2. futam   | Össz.      | Össz.      | Össz.      | Összesítés | Összesítés |
| Versenyző             | Versenyszám | Idő      | Pont     | Hely.    | Idő        | Hely.      | Idő        | Hely.      | Idő        | Pont       | Hely.      | Pont       | Helyezés   |
| --------------------- | ----------- | -------- | -------- | -------- | ---------- | ---------- | ---------- | ---------- | ---------- | ---------- | ---------- | ---------- | ---------- |
| Magnús Brynjólfsson   | Összetett   | 3:48,2   | 29,47    | 48.      | 1:39,0     | 45.        | 1:28,7     | 59.        | 3:07,7     | 23,29      | 49.        | 52,76      | 48.        |
| Guðmundur Guðmundsson | Összetett   | 4:57,0   | 67,30    | 75.      | 2:15,8     | 65.        | 1:24,8     | 52.*       | 3:40,6     | 37,81      | 64.        | 105,11     | 67.        |
| Þórir Jónsson         | Összetett   | 4:47,0   | 61,79    | 73.      | 1:57,0     | 61.        | 1:20,5     | 39.        | 3:17,5     | 27,61      | 58.        | 89,40      | 65.        |

* - egy másik versenyzővel azonos eredményt ért el

## Síugrás
| Versenyző        | 1. ugrás | 2. ugrás | Összesítés | Összesítés |
| Versenyző        | Távolság | Távolság | Pont       | Helyezés   |
| ---------------- | -------- | -------- | ---------- | ---------- |
| Jónas Ásgeirsson | 57,0     | 59,5     | 179,8      | 37.        |